# اونجوری بامزه است
اونجوری بامزه است (به انگلیسی: She's Funny That Way) فیلمی کمدی از نوع اسکروبال محصول سال ۲۰۱۴ آمریکا به کارگردانی پیتر بوگدانوویچ است. در این فیلم بازیگرانی همچون اوون ویلسون، ایموجن پوتس، کاترین هان، ویل فورته، ریس ایفانز، جنیفر آنیستون، جرج مورفوگن، سیبل شفرد، ریچارد لویس، سیدنی لوکاس، دبی مازار، ایلیانا داگلاس، جنیفر اسپوزیتو، توا فلدشو، جوانا لامبی، جان رابینسون، آنا ارایلی، لوسی پانچ، پاپی دلیوینگنه، جان تورمی ایفای نقش کرده‌اند.

## خلاصه داستان
یک کارگردان متأهل تئاتر عاشق یک بازیگر تازه‌کار شده و تلاش می‌کند به او در پیشرفت اش کمک کند…